# Coordenadas galileanas
En teoría de la relatividad, un sistema de coordenadas galileanas locales para un punto del espacio tiempo, es un sistema de coordenadas espacio-temporales ortogonales cuyos símbolos de Christoffel se anulan en el punto considerado. Las coordenadas galileanas centradas en la posición de una partícula puntual, definen el sistema de referencia comóvil con dicha partícula.
El concepto de coordenadas galileanas generaliza el concepto de coordenadas cartesianas en el contexto de la teoría de la relatividad. Si la curvatura del espacio-tiempo no es nula las coordenadas galileanas no definen un sistema de referencia inercial, ya que en una región del espacio-tiempo con curvatura no nula no puede existir un sistema genuinamente inercial. Eso implica que el sistema de referencia comóvil de una partícula solo es un sistema de referencia inercial si la curvatura del espacio tiempo es nula. En cambio en el contexto de la teoría de la relatividad especial un sistema de coordenadas galileanas alrededor de un punto dado define un sistema de referencia inercial.